# Кушевич, Райко
Райко Кушевич (хорв. Rajko Kušević; 12 сентября 1894, Илок — 18 февраля 1966, Загреб) — югославский инженер, преподаватель, автор учебников и книг по техническим наукам. С 1949 года член-корреспондент Югославской академии наук и искусств.

## Биография
Райко Кушевич родился на востоке Хорватии. В возрасте восемнадцати лет он окончил гимназию в городе Винковци, а через пять лет стал выпускником строительного отделения Высшей технической школы в Граце. В период с 1917 по 1920 год он в качестве инженера участвовал в восстановлении зданий и мостов в Среме, пострадавших в ходе Первой мировой войны. В 1921 году Кушевич занял должность ассистента на строительной кафедре Высшей технической школы Загребского университета, спустя год в Вене получил специализацию в области стальных конструкций, а в 1923 году ему была присвоена степень доктора технических наук. После получения учёной степени он занялся проведением исследований, связанных с расчётами нагрузок на деревянные, железобетонные и металлические конструкции, результаты которых он начал публиковать в европейских научно-технических журналах «Tehnički list», «Bautechnik», «Stahlbau», «Rad JAZU», «Građevinar» и «Naše građevinarstvo». В издании «Tehnički list» Кушевич был не только автором статей, но и главным редактором с 1923 по 1939 год, а также одним из редакторов первого тома Хорватской технической энциклопедии.
На строительной кафедре Высшей технической школы (ставшей в 1926 году Техническим факультетом Загребского университета) Кушевич постепенно продвигался по карьерной лестнице, сперва став в 1929 году доцентом, а затем в 1941 году получив звание профессора. Работу в вузе он совмещал с проведением различных исследований в технических областях науки, что в итоге привело к созданию им наработок, использованных позднее его коллегой по университету Константином Чалышевым при создании метода определения движения жидкости в системах труб, с известными точками входа и выхода, но с неизвестным направлением потока между ними. Свои изыскания Кушевич описывал не только на страницах профильных журналов, но и в собственных книгах и брошюрах, на написание которых он решился после выпуска собственного учебника по статике «Statičko proračunavanje okvirnih nosača» и создания многочисленных переводов немецких книг по техническим наукам. В 1949 году он был избран членом-корреспондентом Югославской академии наук и искусств. В 1954 году, спустя год после своего выхода на пенсию, Кушевич стал одним из основателей Югославского общества механиков, а также в течение многих лет в качестве эксперта консультировал сотрудников строительного отдела Министерства дорожного движения Югославии.